# カリブカスザメ
カリブカスザメ （学名：Squatina dumeril） は、カスザメ属に属するサメの一種。北西大西洋に分布する。底生で、夏は沿岸、冬は深場で見られる。他のカスザメ類のように平たい体と、大きく広がった胸鰭・腹鰭を持つ。背面には強い棘の列があり、2007年に本種から分離されたSquatina mexicana ・Squatina heteroptera と区別できる。体色は灰色から褐色で、黒い斑点が散らばる。全長1.2-1.5mになる。
待ち伏せによって魚やイカを捕食する。胎生で、雌は数年おきに4-25匹の仔魚を産む。漁業的価値はないが、混獲されることがある。IUCNは保全状況を情報不足としている。

## 分類
かつてはホンカスザメと同種とされていたが、フランスの博物学者Charles Alexandre Lesueurによって、1818年の Journal of the Academy of Natural Sciences of Philadelphia において独立種として記載された。記載に用いられたのは米国東部で捕獲された1.2mの成体雄で、種小名はAndré Marie Constant Dumérilへの献名である 。
mtDNAを用いた分子系統解析では、南米に分布するカスザメ類よりも太平洋に分布するカリフォルニアカスザメと近縁であることが示された。分子時計では、この2種の分岐は610万年前と推定されている。これはパナマ地峡の成立と概ね一致し、これによる生息地の隔離によって2種が分岐したと考えられている。

## 形態

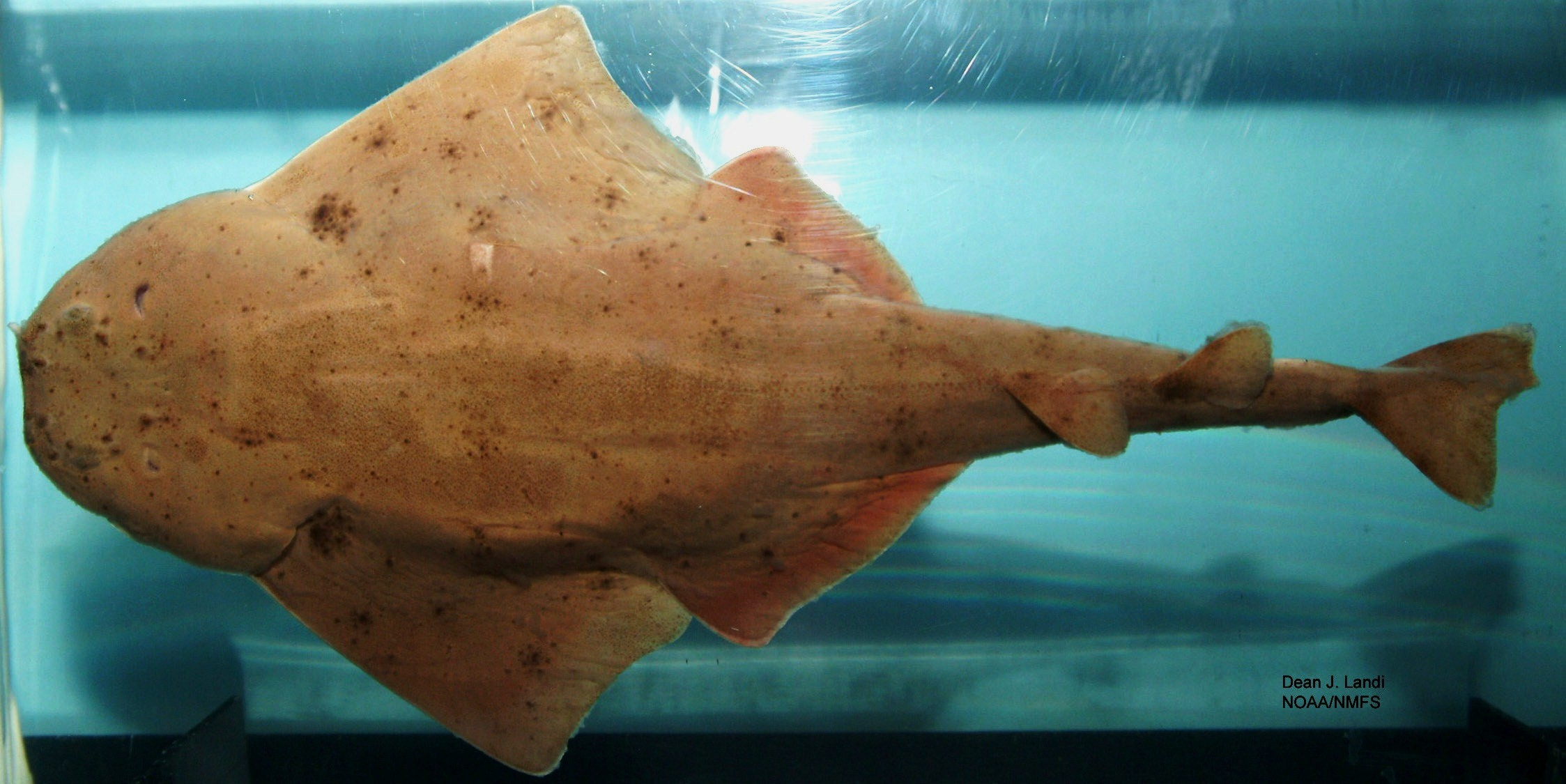
背面は灰色から褐色で、多数の小さな斑点が散らばる。

体は縦扁し、ある程度細い。胸鰭・腹鰭は大きく広がる。頭部側面の皮褶の縁は滑らかで、小葉状にはならない。眼は大きく、後方には目立つ噴水孔がある。鼻孔の縁は滑らかか僅かに房状で、細く尖った髭を持つ。口は幅広く、片側の歯列は上顎で10、下顎で9。中央には歯のない隙間がある。各歯の基部は幅広く、縁が滑らかな1本の尖った尖頭を持つ。体側に5対の鰓裂を持つ。
胸鰭は幅広くて角張り、後端は細くなる。前端は頭部から分離し、三角形の突出部となる。2基の背鰭は同じような大きさ・形で、体のかなり後方に位置する。臀鰭はない。尾鰭下葉は上葉より大きい。皮歯の基部は丸く、3本の水平な稜線がある。背面の正中線に沿って、頭部から尾柄まで大きな棘の列が走る。背面は緑褐色、青褐色、赤褐色などで、暗く小さな斑点が、時折不規則に散らばる。腹面は一様な淡色である。全長1.3-1.5m、最低でも16kgに達する。

## 分布
北西大西洋に分布する。マサチューセッツ州からフロリダキーズで最もよく見られるが、メキシコ湾北部にも分布し、キューバ・ジャマイカ・ニカラグア・ベネズエラからも不確定ではあるが報告がある。分布域の南部では Squatina heteroptera・ Squatina mexicana と混同されている可能性がある。底生で、大陸棚から大陸斜面の砂泥底に生息する。
米国東部では、季節回遊が記録されている。夏には35m以浅の浅瀬に移動し、水深数mの場所でも見られるようになる。秋にも沿岸域にはいるが、90m程度の深さまで戻る。冬から春には90mより深い大陸棚下部に移動し、ある個体は陸から140km離れた、水深1290mから捕獲された例がある。

## 生態

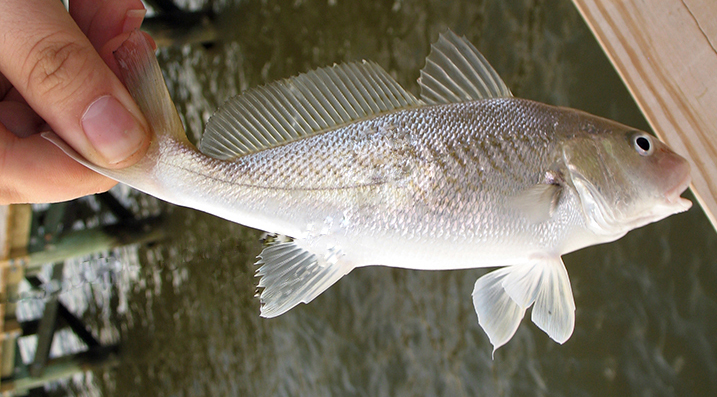
タイセイヨウニベは重要な獲物の一つである。

待ち伏せ型捕食者で、ほとんどの時間を堆積物に埋もれて過ごす。餌は主に底生魚で、ニベ科・ヒメジ科・イボダイ科などが主だが、より素早いアジ科の底生魚なども稀に食べる。次に重要な餌生物はイカで、特に小型個体で比率が高い。カニ・エビ・シャコ・ガンギエイ・二枚貝なども食べることがある。日中・夜間双方で摂餌する。口の幅の50–60%の獲物を選択する傾向にあり、これは最も効率よくエネルギーを得るための最適採食戦略だと予想されている。餌の種類は秋から冬に急激に低下する。小型個体は大型個体よりも多様な餌を食べる。メキシコ湾北部では、主要な餌生物はタイセイヨウニベ (Micropogonias undulatus) ・Stenotomus caprinus（タイ科） ・Leiostomus xanthurus（ニベ科） ・Peprilus burti（イボダイ科） ・メダマヒメジ (Mullus auratus) ・タイセイヨウヒメジ (Upeneus parvus) ・アメリカケンサキイカ (Doryteuthis pealeii) であった。これらの重要性は、その季節的な個体数変動に応じて変化する。例えば、イカは冬季に重要な餌生物となる。寄生虫としてカイアシ類のEudactylina spinula が知られている。

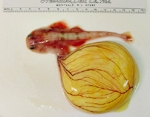
卵黄嚢が残る胎児

他のカスザメ類と同様に胎生で、受精卵は卵黄によって成長する。雌は左の卵巣のみが機能し、子宮は両側が機能する。交尾は春に行われ、雄は胸鰭外縁の棘を雌を押さえつけるために用いる。雌の繁殖周期は2年かそれ以上である。産仔数は4-25で、母体の大きさによらない。妊娠期間はおよそ12ヶ月、出産は2-6月、水深20-30mで行われる。出生時は25-30cmで、雄は93cm、雌は86cmで性成熟する。サメ類では珍しく、雄より雌のほうが成熟時の大きさが小さい。

## 人との関わり
他のカスザメ類と同様、通常は攻撃的ではないが、鋭い歯で噛み付くことで裂傷を負わせることがある。英名 "Sand devil" は、漁獲時に水上でもひどく暴れ、飛び上がって噛み付こうとすることから名付けられた。商業的な底引き網で混獲される。可食だが、市場に出回ることは少ない。IUCNはデータの欠如から、保全状況を情報不足としている。